# Marianne Pettersen
Marianne Pettersen (Oslo, 12 de abril de 1975) é uma futebolista norueguesa, campeã olímpica. 

## Carreira
Foi medalhista olímpica pela seleção de seu país, ela marcou dois gols em 1996.